# Natalya Vasko
Natalya Lubomyrivna Vasko (en ukrainien : Наталія Любомирівна Васько), née le 19 octobre 1972, est une actrice et présentatrice de télévision ukrainienne. De 1999 à 2019, elle est l'une des principales actrices du Théâtre national académique Molodyy de Kiev. Elle a remporté le prix Dzyga d'or dans la catégorie « Meilleure actrice dans un second rôle » dans le film Le Nid de la tourterelle (2017). Elle est également membre de l'Académie ukrainienne du cinéma.

## Biographie
Natalya Vasko est né le 19 octobre 1972 à Tchervonohrad, Oblast de Lviv. Dans sa jeunesse, elle s'engage dans le théâtre de la créativité pour enfants « Fairytale », où elle joue un large éventail de rôles, allant des princesses aux monstres. Après un premier échec, elle parvient à intégrer l'Université nationale de théâtre, de cinéma et de télévision IK Karpenko-Kary de Kiev où elle obtient son diplôme en 1994. À partir de la 4e année, elle joue à l'académie de théâtre et de comédie de Kiev. De 1999 à 2019, elle a été l'une des principales actrices du Théâtre National Académique Molodyy de Kiev.
En 2008, Vasko anime l'émission Morning with Inter sur la chaîne de télévision ukrainienne Inter.
En 2017, pour son jeu d'actrice dans le film Le Nid de la tourterelle, elle remporte le prix Dzyga d'or dans la catégorie « Meilleure actrice dans un second rôle ».

### Vie privée
De son premier mariage, Vasko a une fille, Yulia (née en 1997),. Le 28 février 2022, lors de l'invasion russe de l'Ukraine, Vasko a épousé Andriy Chestov qui est alors son compagnon depuis huit années.

## Filmographie

### Cinéma
- 2007 - Vozvrashchaetsya muzh iz komandirovki ;
- 2011 : Балада про бомбера : Svetlana Parkhomenko ;
- 2016 : Le Nid de la tourterelle : Galina ;
- 2018 : Krouty 1918 : la mère de Sofia ;
- 2020 : Viddana une jeune femme.

### Télévision
- 2005 à 2008 — Lesya+Roma version de Un gars, une fille :  Daryna